# Махрез, Рияд
Рия́д Кари́м Махре́з (араб. رياض كريم محرز‎; фр. Riyad Mahrez; род. 21 февраля 1991, Сарсель, Валь-д’Уаз, Иль-де-Франс, Франция) — алжирский и французский футболист, крайний полузащитник саудовского клуба «Аль-Ахли» и капитан сборной Алжира.
Родившийся во Франции Махрез дебютировал за сборную Алжира в 2014 году и представлял их на чемпионате мира 2014 года и Кубке африканских наций в 2015, 2017, 2019 и 2021 годах, выиграв турнир 2019 года. В 2016 году он был назван африканским футболистом года по версии КАФ.

## Клубная карьера

### «Кемпер» и «Гавр»
Воспитанник футбольной школы клуба «Сарсель». В 2009 году присоединился к любительскому клубу четвёртого дивизиона «Кемпер», в его составе сыграл 27 матчей и забил 1 гол.
В 2010 году Махрез перешёл в «Гавр», начинал с дублирующего состава, в котором отличался довольно высокой результативностью (13 голов в первом сезоне и 11 — во втором). С сезона 2011/12 играл за первую команду «Гавра» в Лиге 2. В сезоне 2012/13 года стал регулярно играть в основе, выходил на поле в 34 из 38 матчей чемпионата. В матче девятого тура сезона 2012/13 против «Шатору» (1:1) забил свой первый гол на профессиональном уровне.

### «Лестер Сити»

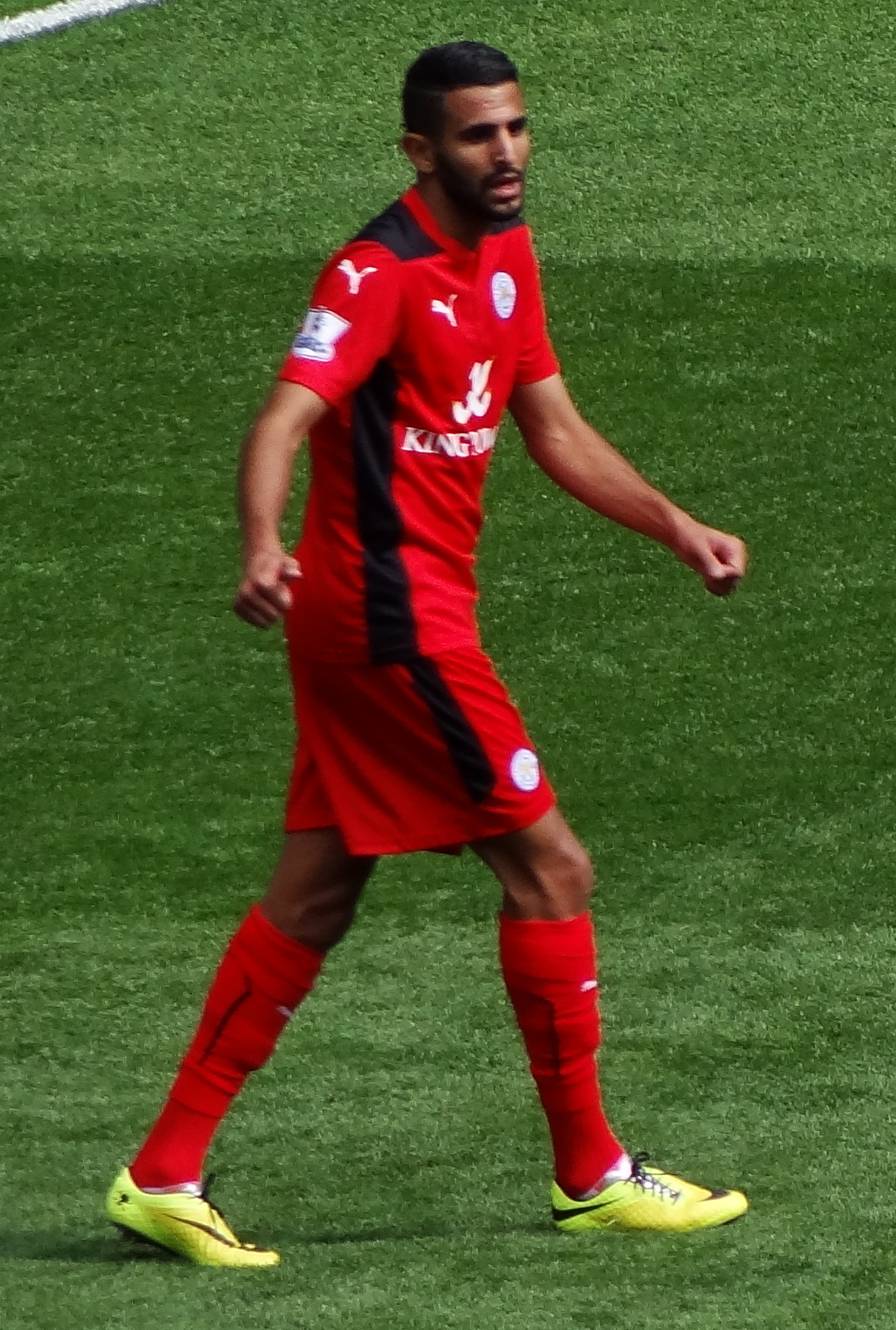
Махрез в составе «Лестера» в 2014

В то время как Махрез играл за «Гавр», клуб чемпионата Англии «Лестер Сити» послал своего скаута Стива Уолша, чтобы тот понаблюдал за товарищем по команде Рияда Махреза, но вместо друга Рияда был впечатлен самим Махрезом. Рияд никогда не слышал о «Лестере», первоначально он предположил, что это регби-клуб. В январе 2014 года он подписал контракт на три с половиной года . Его друзья и семья первоначально скептически относились к переезду в Англию из-за его недостаточно мощного телосложения, полагая, что его стиль игры будет более подходящим для Испании.
11 января 2014 года Рияд Махрез подписал контракт на 3,5 года с «Лестер Сити», сумма трансфера составила 400 тысяч евро. Дебютировал в английском Чемпионшипе 25 января, выйдя на замену на 79-й минуте матча с «Мидлсбро» (2:0). В первых своих четырёх играх Махрез выходил на замену (и забил за это время 1 гол), затем тренер Найджел Пирсон стал доверять ему место в основном составе. По итогам сезона 2013/14 Махрез в составе «Лестера» стал победителем турнира Чемпионата Футбольной лиги. В августе 2015 года подписал новый 4-летний контракт с «Лестером». 5 декабря 2015 года оформил свой первый хет-трик в карьере, это случилось в матче против «Суонси». Махрез стал первым алжирским футболистом, забившим три мяча в одном матче английской Премьер-лиги. К январю 2016 года трансферная стоимость Рияда выросла с 4,5 до 30 млн евро, что сделало его одним из 50 наиболее дорогих футболистов Европы.
Всего через два года после перехода в «Лестер» Махрез стал одним из ключевых игроков, которые привели клуб к сенсационной победе в Премьер-лиге в сезоне 2015/16. Рияд забил 17 мячей в 37 матчах чемпионата. Махрез стал первым в истории алжирцем, выигравшим титул чемпиона Англии. Алжирец был признан игроком года в Премьер-лиге по версиям футболистов и болельщиков, а также был признан лучшим футболистом Африки 2016 года. Кроме того, Махрез был номинирован на «Золотой мяч» и занял седьмое место в голосовании. В августе 2016 года подписал новый контракт с «Лестером» на 4 года. В сезоне 2016/17, который сложился для «Лестера» неудачно в чемпионате Англии (12-е место), Махрез забил только 6 мячей в 36 матчах. Однако клуб сумел дойти до 1/4 финала в дебютной для себя Лиге чемпионов, Махрез отличился 4 раза и отдал 2 голевые передачи в 9 матчах этого турнира. 6 мая Махрез сыграл свой 100-й матч в Премьер-лиге за «Лестер».

### «Манчестер Сити»
10 июля 2018 года «Манчестер Сити» подтвердил подписание с Махрезом пятилетнего контракта, сумма трансфера составила 60 млн фунтов. Этот переход сделал Рияда самым дорогим африканским футболистом в истории, а также самым дорогим подписанием «Манчестер Сити» и рекордной продажей для «Лестер Сити». Махрез заявил, что хочет выиграть Лигу чемпионов с клубом. Он дебютировал 5 августа, «Сити» победил «Челси» 2:0 и тем самым выиграл Суперкубок Англии. 29 октября 2018 года Махрез забил свой первый гол в составе новой команды в ворота «Кардифф Сити» и тем самым принес победу «Манчестер Сити» в матче против «Тоттенхэм Хотспур», команда Гвардиолы выиграла 1:0. Рияд посвятил гол Вишаю Шриваддханапрабхе, бывшему владельцу своего предыдущего клуба «Лестер Сити», который недавно погиб в авиакатастрофе. 24 февраля 2019 Махрез выиграл свой второй титул с «Манчестер Сити», когда его клуб в финале Кубка Английской футбольной лиги обыграл «Челси». Рияда признали лучшим игроком этого турнира, хотя он не участвовал в финальном матче.
В конце своего первого сезона с «Манчестер Сити» Махрез выиграл английскую Премьер-лигу во второй раз, и стал вторым африканским игроком «Манчестер Сити», который смог выиграть титул чемпиона Англии за два разных клуба, первым был Коло Туре. Махрез заявил, что не покинет клуб, несмотря на небольшое количество игрового времени, утверждая, что он знал, что его первый сезон будет трудным, и он пришел в команду с подбором качественных игроков, но он верил в себя и доверял своему потенциалу. Победным для «горожан» оказался и розыгрыш Кубка Англии, таким образом Махрез вместе со своей командой выиграл четыре трофея за сезон.
В августе 2019 года Махрез пропустил Суперкубок Англии из-за опасений по поводу лекарств, которые ему дала национальная сборная Алжира. Алжирская футбольная ассоциация назвала это «несущественным событием».
28 ноября 2020 года Махрез сделал свой первый хет-трик за «Манчестер Сити» в матче против «Бернли», клуб победил 5:0.
15 июля 2022 года Махрез продлил контракт с клубом на два года, сроком до 2025 года.

## Карьера в сборной

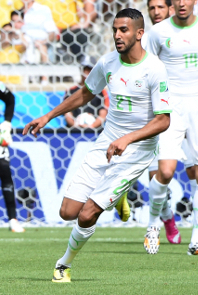
Рияд Махрез в составе сборной Алжира в матче чемпионата мира 2014 года

Рияд Махрез имел право выступать за сборные Алжира и Франции и выбрал Алжир. 31 мая 2014 года он сыграл первый матч в составе пустынных лис против Армении (3:1) — выйдя в стартовом составе, он отыграл первые 71 минуту. В июне 2014 года был включён тренером Вахидом Халилходжичем в состав сборной для участия на чемпионате мира 2014 года. На турнире принял участие только в одной игре — матче первого тура группового этапа против Бельгии.
Рияд был вызван в состав сборной Алжира на Кубке африканских наций 2017 года в Габоне. В первой игре он сделал дубль, а команда сыграла вничью 2:2 с Зимбабве, и был признан Лучшим игроком матча.
Летом 2019 года Рияд был вызван в состав своей национальной сборной на Кубок африканских наций в Египте. Решением тренера Джамеля Бельмади Махрез был выбран капитаном сборной Алжира на Кубке африканских наций. В первом матче против Кении он забил гол на 43-й минуте, а команда одержала победу 2:0. В матче 1/8 финала его гол на 57-й минуте матча в ворота Гвинеи помог сборной переиграть соперника 3:0 и выйти в четвертьфинал. В полуфинальном матче против Нигерии на 5-й добавленной минуте отличился голом, который принёс победу его команде и выход в финал. В финале против сборной Сенегала его команда победила со счётом 1:0.

## Достижения

### Командные
«Лестер Сити»
- Чемпион Англии: 2015/16
- Чемпион Футбольной лиги Англии: 2013/14

«Манчестер Сити»
- Чемпион Англии (4): 2018/19, 2020/21, 2021/22, 2022/23
- Обладатель Кубка Англии (2): 2018/19, 2022/23
- Обладатель Кубка Английской футбольной лиги (3): 2018/19, 2019/20, 2020/21
- Обладатель Суперкубка Англии: 2018
- Победитель Лиги чемпионов УЕФА: 2022/23
- Финалист Лиги чемпионов УЕФА: 2020/21

«Аль-Ахли»
- Победитель Элитной Лиги чемпионов АФК: 2024/25

Сборная Алжира
- Обладатель Кубка африканских наций: 2019

### Личные
- Футболист года в Алжире (3): 2015, 2016, 2019
- Африканский футболист года по версии Би-би-си: 2016
- Африканский футболист года: 2016
- Игрок года по версии болельщиков ПФА: 2016
- Игрок года по версии футболистов ПФА: 2015/16
- Член «команды года» по версии ПФА: 2015/16
- Игрок года в «Лестер Сити»: 2015/16[26]
- Символическая сборная Африки по версии КАФ (3): 2016, 2018, 2019
- Приз Алана Хардекера: 2021[27]

## Личная жизнь
Отец Рияда — алжирец, происходящий из вилаята Тлемсен, мать — марокканка.

## Статистика

### Клубная статистика
| Выступление      | Выступление            | Выступление      | Лига | Лига | Кубки | Кубки | Еврокубки | Еврокубки | Остальные | Остальные | Итого | Итого |
| Клуб             | Лига                   | Сезон            | Игры | Голы | Игры  | Голы  | Игры      | Голы      | Игры      | Голы      | Игры  | Голы  |
| ---------------- | ---------------------- | ---------------- | ---- | ---- | ----- | ----- | --------- | --------- | --------- | --------- | ----- | ----- |
| Кемпер           | Любительский чемпионат | 2009/10          | 27   | 1    | 0     | 0     | 0         | 0         | 0         | 0         | 27    | 1     |
| Кемпер           | Итого                  | Итого            | 27   | 1    | 0     | 0     | 0         | 0         | 0         | 0         | 27    | 1     |
| Гавр II          | Любительский чемпионат | 2010/11          | 32   | 13   | 0     | 0     | 0         | 0         | 0         | 0         | 32    | 13    |
| Гавр II          | Любительский чемпионат | 2011/12          | 25   | 11   | 0     | 0     | 0         | 0         | 0         | 0         | 25    | 11    |
| Гавр II          | Любительский чемпионат | 2012/13          | 3    | 0    | 0     | 0     | 0         | 0         | 0         | 0         | 3     | 0     |
| Гавр II          | Итого                  | Итого            | 60   | 24   | 0     | 0     | 0         | 0         | 0         | 0         | 60    | 24    |
| Гавр             | Лига 2                 | 2011/12          | 9    | 0    | 1     | 0     | 0         | 0         | 0         | 0         | 10    | 0     |
| Гавр             | Лига 2                 | 2012/13          | 34   | 4    | 6     | 1     | 0         | 0         | 0         | 0         | 40    | 5     |
| Гавр             | Лига 2                 | 2013/14          | 17   | 2    | 3     | 3     | 0         | 0         | 0         | 0         | 20    | 5     |
| Гавр             | Итого                  | Итого            | 60   | 6    | 10    | 4     | 0         | 0         | 0         | 0         | 70    | 10    |
| Лестер Сити      | Чемпионшип             | 2013/14          | 19   | 3    | 0     | 0     | 0         | 0         | 0         | 0         | 19    | 3     |
| Лестер Сити      | Премьер-лига           | 2014/15          | 30   | 4    | 2     | 0     | 0         | 0         | 0         | 0         | 32    | 4     |
| Лестер Сити      | Премьер-лига           | 2015/16          | 37   | 17   | 2     | 1     | 0         | 0         | 0         | 0         | 39    | 18    |
| Лестер Сити      | Премьер-лига           | 2016/17          | 36   | 6    | 2     | 0     | 9         | 4         | 1         | 0         | 48    | 10    |
| Лестер Сити      | Премьер-лига           | 2017/18          | 36   | 12   | 5     | 1     | 0         | 0         | 0         | 0         | 41    | 13    |
| Лестер Сити      | Итого                  | Итого            | 158  | 42   | 11    | 2     | 9         | 4         | 1         | 0         | 179   | 48    |
| Манчестер Сити   | Премьер-лига           | 2018/19          | 27   | 7    | 10    | 4     | 6         | 1         | 1         | 0         | 44    | 12    |
| Манчестер Сити   | Премьер-лига           | 2019/20          | 33   | 11   | 10    | 1     | 7         | 1         | 0         | 0         | 50    | 13    |
| Манчестер Сити   | Премьер-лига           | 2020/21          | 27   | 9    | 9     | 1     | 12        | 4         | 0         | 0         | 48    | 14    |
| Манчестер Сити   | Премьер-лига           | 2021/22          | 28   | 11   | 6     | 6     | 12        | 7         | 1         | 0         | 47    | 24    |
| Манчестер Сити   | Премьер-лига           | 2022/23          | 30   | 5    | 8     | 7     | 9         | 3         | 0         | 0         | 47    | 15    |
| Манчестер Сити   | Итого                  | Итого            | 145  | 43   | 43    | 19    | 46        | 16        | 2         | 0         | 236   | 78    |
| Аль-Ахли         | Про-лига               | 2023/24          | 19   | 8    | 1     | 1     | 0         | 0         | 0         | 0         | 20    | 9     |
| Аль-Ахли         | Итого                  | Итого            | 19   | 8    | 1     | 1     | 0         | 0         | 0         | 0         | 20    | 9     |
| Всего за карьеру | Всего за карьеру       | Всего за карьеру | 469  | 124  | 65    | 26    | 55        | 20        | 3         | 0         | 592   | 170   |